# پوتو
پوتو (به فرانسوی: Puteaux) شهری در حومهٔ پاریس، در شهرستان او-دو-سن در ناحیهٔ ایل-دو-فرانس با جمعیت ۴۲٬۹۸۱ نفر در کشور فرانسه واقع شده‌است.